# Gewöhnliche Sumpfbinse
Die Gewöhnliche Sumpfbinse (Eleocharis palustris) ist eine Pflanzenart aus der Gattung Sumpfbinse (Eleocharis) innerhalb der Familie der Sauergrasgewächse (Cyperaceae). Dieses weitverbreitete, formenreiche Sauergras wächst an nassen Standorten in Verlandungsgesellschaften an Ufern, in Nasswiesen und Sümpfen.

## Beschreibung

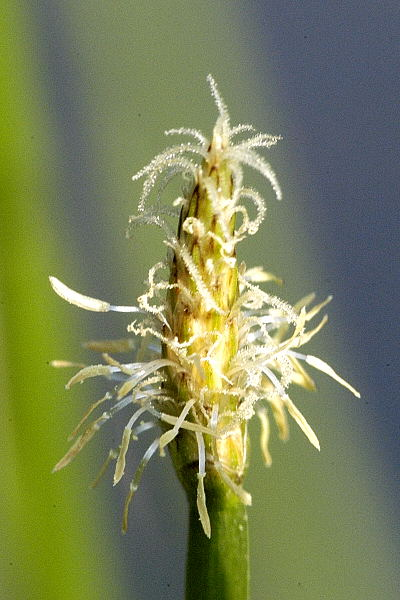
Blütenstand

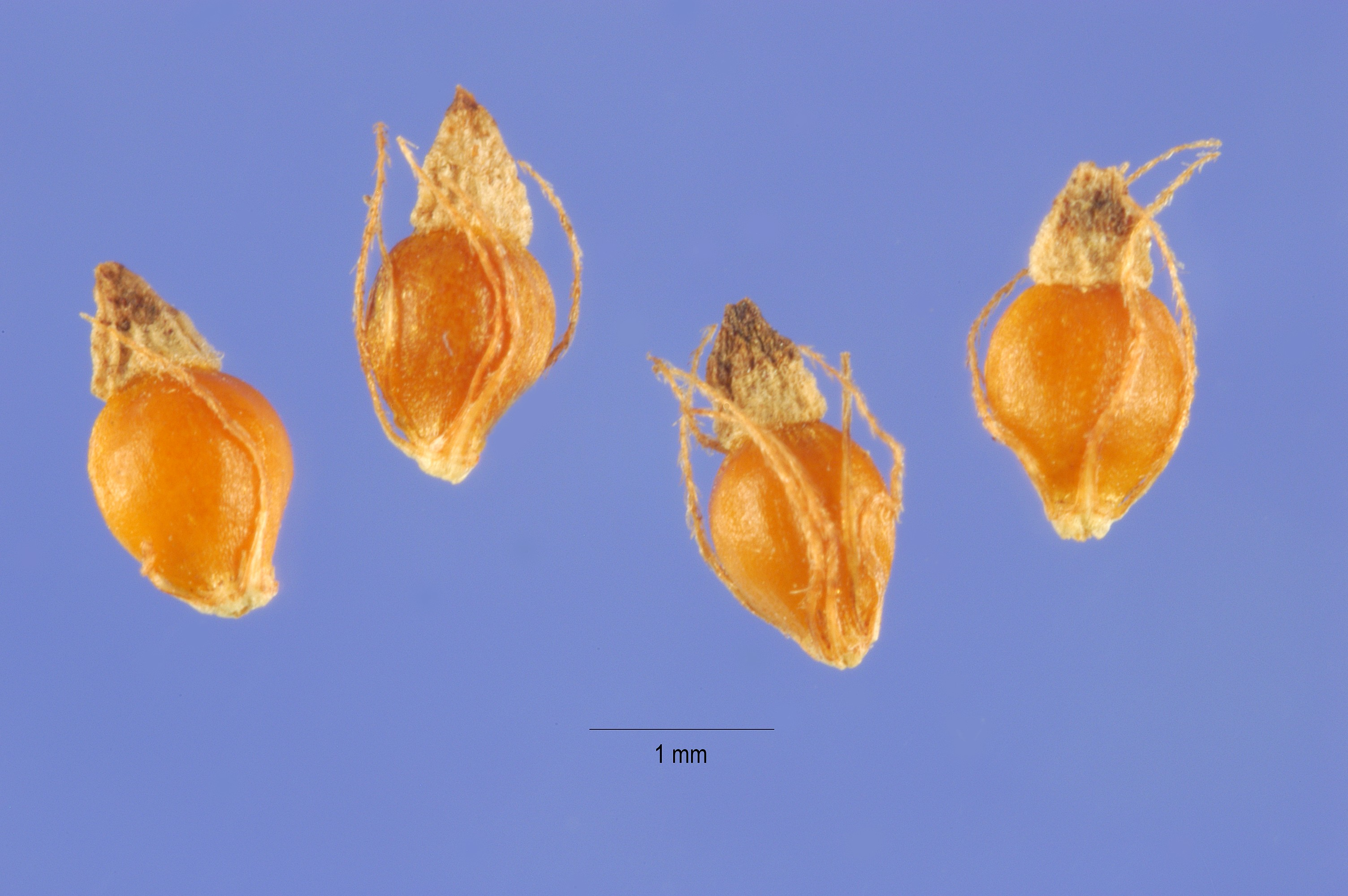
Früchte

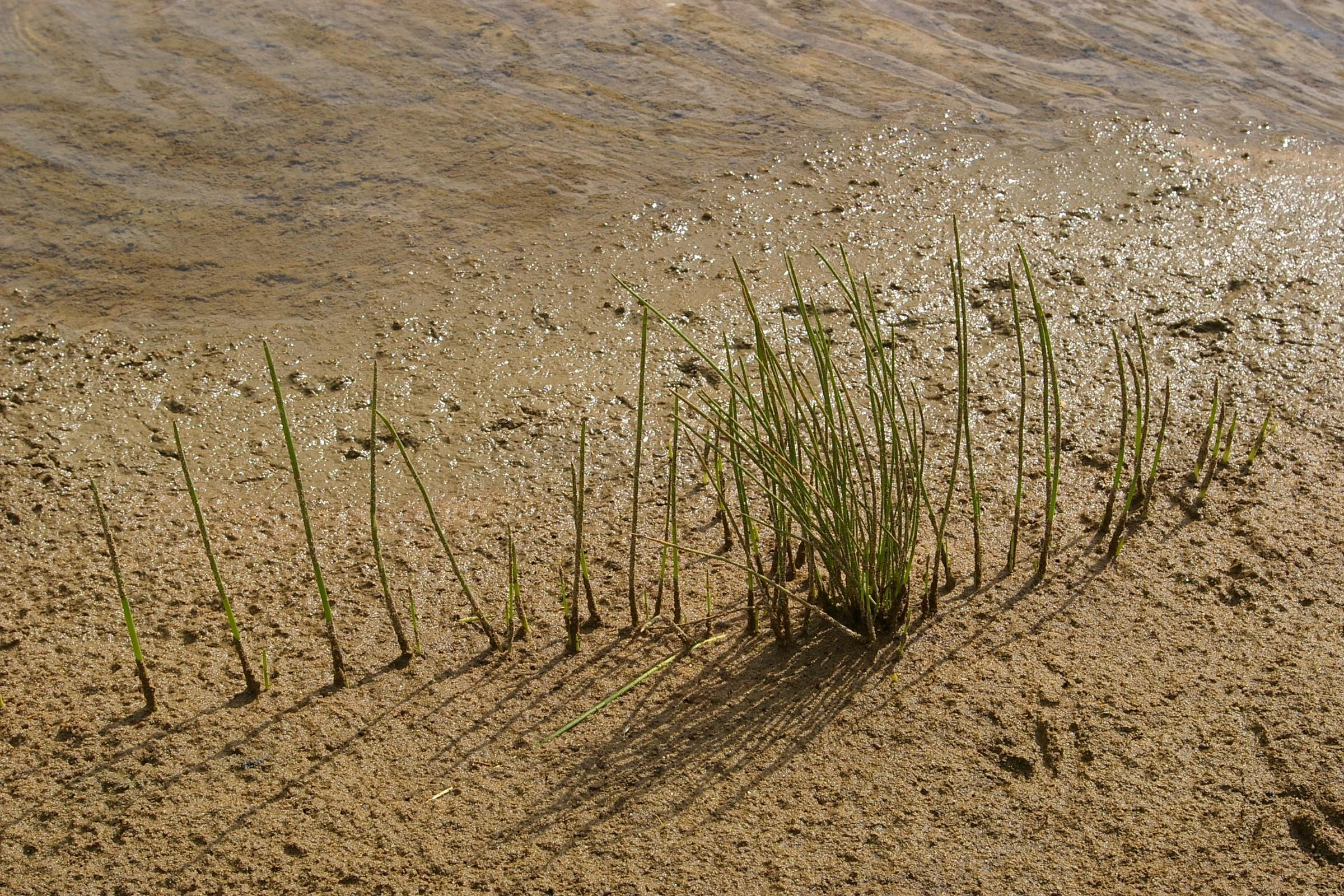
Habitus im Habitat

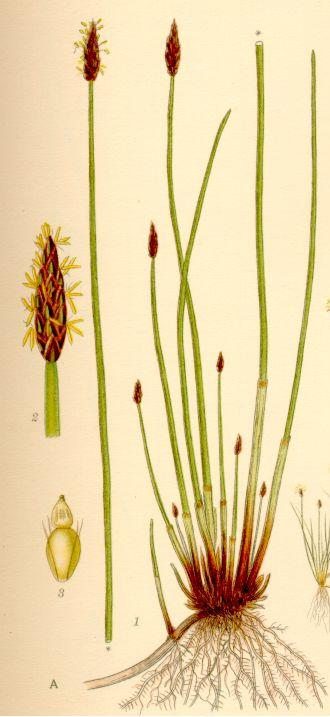
Illustration

### Vegetative Merkmale
Die Gewöhnliche Sumpfbinse wächst als wintergrüne, ausdauernde krautige Pflanze und erreicht Wuchshöhen von 10 bis 100 Zentimetern. Die Rhizome messen 1,5 bis 4,5 Millimeter im Durchmesser. Die Internodien sind 10 bis 35 Zentimeter lang. Die häutigen, zuweilen faserigen Niederblätter sind 6 bis 20 Millimeter lang.
Die unbeblätterten, binsenartigen, gras- bis dunkelgrünen Halme wachsen starr aufrecht. Die Halme sind bei Durchmessern von 4 bis 6 Millimetern im Querschnitt rund bis etwas abgeflacht, glatt, fest und kaum zusammendrückbar sowie im trockenen Zustand wenig gefurcht mit 8 bis 30 flachen Leisten und sind von einem schwammigen Mark erfüllt. Ein Stängelquerschnitt zeigt bis über 20 Leitbündel. Die spreitenlosen grundständigen Blattscheiden sind braun oder dunkel-rot und glänzend. Die unteren sind derb oder hinfällig, geschlossen oder gespalten.

### Generative Merkmale
Die Blütezeit reicht in Mitteleuropa von Mai bis August, manchmal bis Oktober. Der Blütenstand besteht aus einem endständigen Ährchen. Das Ährchen ist bei einer Länge von 5 bis 30 Millimetern sowie einer Breite von 2 bis 6 Millimetern länglich-zylindrisch mit zugespitztem oberen Ende und enthält 20 bis 70 Blüten. Die Spelzen sind bei einer Länge von 3 bis 5 Millimetern sowie einer Breite von 1 bis 2 Millimetern länglich-eiförmig mit stumpfem bis etwas zugespitztem oberen Ende und sind bleich oder braun mit weiß-gelblichen Hautrand und grünem Mittelnerv. Die unterste Spelze umfasst den Stängel etwa zur Hälfte. Die drei oder vier Perigonborsten sind rückwärts rau und etwas kürzer als die Frucht, sie können aber auch fehlen. Es sind drei dunkel-gelbe Staubblätter und zwei oder drei Narben vorhanden. Die Griffel sind an der Basis eingeschnürt und meist etwas höher als breit. Die Griffelbasis ist im Umriss gerundet dreieckig bis eiförmig und bis zu 0,8 Millimeter hoch. Sie ist deutlich von der Frucht abgesetzt, bleibt aber an ihr erhalten.
Die gelbe im Alter braune bis schwarze Achäne, eine Sonderform der Nussfrucht, ist im Querschnitt linsenförmig und (ohne Griffelbasis) bis zu 1,8 Millimeter lang.

### Unterscheidungsmerkmale der Unterarten und Varietäten
Die Unterarten und Varietäten unterscheiden sich vor allem in der Zahl der Einzelblüten der Ährchen, der Form und Größe der Halme, der Ährchen, der mittleren Spelzen und der Früchte sowie an der Größe der Spaltöffnungen (Stomata).
- Die Halme der Kleinfrüchtigen Gewöhnlichen Sumpfbinse sind im Durchmesser 1,5 bis 2,5 Millimeter und bis zu 1 Meter lang mit 12 bis 15 Nerven. Die Ährchen sind 40- bis 70-blütig. Die mittleren Spelzen sind 2,7 bis 3,5 Millimeter lang und die Frucht misst 1,2 bis 1,4 Millimeter Länge. Die Länge der Spaltöffnungen beträgt zwischen 39 und 48 µm.
- Die Ährchen der Großfrüchtigen Sumpfbinse enthalten 20 bis 40 Blüten; die mittleren Spelzen sind 3,5 bis 4,5 Millimeter lang, die Frucht ist 1,5 bis 2 Millimeter lang. Die Stomata sind mit 54 bis 70 µm vergleichsweise groß.
- Die Früchte der etwa 1 Meter hoch werdenden nordamerikanischen Eleocharis palustris var. vigens sind 1,6 bis 2 Millimeter lang. Die mittleren Spelzen sind 3,5 bis 4,5 Millimeter lang. Die Stomata sind mit 52 bis 65 µm etwas kleiner als jene der Großfrüchtigen Gewöhnlichen Sumpfbinse.
- Die Halme von Eleocharis palustris subsp. iranica weisen einen Durchmesser von 1,5 bis 2 Millimetern auf und sind tief gerillt mit 10 bis 16 deutlichen Nerven. Die Spelzen sind 2,5 und 3 Millimeter lang. Die Frucht misst 1,3 bis 1,5 × 0,9 bis 1,1 Millimeter.

### Phänotypen
Die Standort- und Umweltbedingungen beeinflussen das Erscheinungsbild der Pflanzen (Phänotyp). Im Wasser aber daraus hervorragend wachsen derbere und kräftigere Pflanzen. Diese Typen werden als „crassa“-Phänotyp bezeichnet. In spärlich bewachsenen, nicht permanent überstauten Habitaten wie Sümpfen und Nasswiesen entwickeln sich zarter gebaute Pflanzen. Sie werden als „meadow“- oder „grassland“-Phänotyp beschrieben.

## Ökologie
Diese Sumpfpflanzen (Helophyten) und Hemikryptophyten mit Erneuerungsknospen nahe der Basis bilden mit langen, kräftigen unterirdisch kriechenden, monopodialen und unverzweigten Rhizomen dichte Matten. Die Gewöhnliche Sumpfbinse vermehrt sich vor allem vegetativ über ein kriechendes, weit reichendes und stark vernetztes Rhizomsystem der einzelnen Klone (Rameten). Auf diese Weise kann sie dichte Reinbestände mit Durchmessern bis zu 2 Metern bilden. Aus bodennahen Erneuerungsknospen treibt die Pflanze im Frühjahr aus; die Hauptwachstumszeit liegt im Sommer. Der generativen Vermehrung kommt eine geringere Bedeutung zu. Die Blütezeit beginnt im Frühling und reicht von Mai bis August, zuweilen auch bis zum Frühherbst. Die windblütigen Pflanzen produzieren erst im Alter von zwei bis drei Jahren zwischen Juli und August Früchte in großer Zahl. Deren Entwicklungsfähigkeit ist gering, denn nur wenige gelangen zur Reife. Die Verbreitung der Diasporen erfolgt über Wasser, durch Anhaften im Fell und Gefieder von Tieren und durch den Wind.
Die Gewöhnliche Sumpfbinse ist eine Halblicht- bis Volllichtpflanze und erträgt daher nur eine geringe Beschattung. Ihre Wuchsorte sind daher in Verlandungsbereichen an Gewässern wasserwärts einem Röhricht oder Seggengürtel vorgelagert oder befinden sich an vegetationslos gewordenen ausreichend besonnten Störstellen in Nasswiesen oder Sümpfen, welche sie als Pioniere rasch besiedeln können. Als Wechselwasserzeiger gedeiht die Pflanze zum Teil bis in Wassertiefen bis zu 1 Meter, auf permanent überstauten sowie an zeitweilig trocken fallenden Standorten, bei einem Wasserspiegel maximal 30 Zentimeter unter der Geländeoberfläche. Sie erträgt Sauerstoffmangel im Wurzelbereich und wächst auf fein sandigen bis hin zu schlammigen, nährstoffreichen Böden mit einem pH-Toleranzbereich von 4 bis 8.
Die Samen, Wurzeln und Sprosse sind eine wichtige Nahrungsquelle insbesondere für Wasservögel. Für kleine Säugetiere ist die Pflanze dagegen als Nahrung von geringerem Wert. Ferner dienen die Bestände der Gewöhnlichen Sumpfbinse etlichen Tieren als Versteck- oder Brutmöglichkeit. Besonders für Libellenlarven und andere Wasserinsekten, welche zur letzten Häutung zum adulten Tier das Wasser verlassen, sind die Halme der Sumpfbinsen, an denen sie hochkriechen können, von Bedeutung.

## Vorkommen
Das Verbreitungsgebiet von Eleocharis palustris umfasst die gemäßigten bis kalt-gemäßigten Gebieten der Nordhalbkugel südlich bis Nordafrika und zum Jemen.
Die Gewöhnlichen Sumpfbinse besiedelt in Mitteleuropa vorwiegend nasse Standorte in Verlandungszonen von Gewässern in nassen Wiesen und in Sümpfen auf überschwemmten bis zeitweilig trocken fallenden, nährstoff- und meist basenreichen, humosen Sand- und Schlickböden. Sie sind Wurzelkriech-Pioniere und bilden an geeigneten Standorten oft Reinbestände, welche in der Pflanzensoziologie als Sumpfbinsen-Röhricht (Eleocharitetum palustris) bezeichnet wird. Insgesamt kommt diese Art in Mitteleuropa in Pflanzengesellschaften der Ordnung Phragmitetalia vor. Ferner wachsen die Pflanzen an salzbeeinflussten (brackigen) Standorten in Küstennähe oder des Binnenlandes. Sie steigt in Tirol und in Graubünden bei Arosa bis in Höhenlagen von 2000 Metern auf.
Die ökologischen Zeigerwerte nach Landolt et al. 2010 sind in der Schweiz: Feuchtezahl F = 4+w+ (nass aber stark wechselnd), Lichtzahl L = 4 (hell), Reaktionszahl R = 4 (neutral bis basisch), Temperaturzahl T = 3+ (unter-montan bis ober-kollin), Nährstoffzahl N = 3 (mäßig nährstoffarm bis mäßig nährstoffreich), Kontinentalitätszahl K = 3 (subozeanisch bis subkontinental), Salztoleranz = 1 (tolerant).

## Systematik und Verbreitung

### Taxonomie
Die Erstveröffentlichung erfolgte 1753 unter dem Namen (Basionym) Scirpus palustris L. durch Carl von Linné in Species Plantarum, Seite 47. Die Neukombination zu Eleocharis palustris (L.) Roem. & Schult. wurde 1817 in Systema vegetabilium: secundum classes, ordines, genera, species. Cum characteribus differentiis et synonymis. Editio nova, speciebus inde ab editione XV. Detectis aucta et locupletata, 15. Auflage, Seite 151 veröffentlicht. Weitere Synonyme für Eleocharis palustris (L.) Roem. & Schult. lauten zum Beispiel Eleocharis intersita Zinserl. oder Eleocharis smallii Britton.

### AggregatEleocharis palustrisagg.

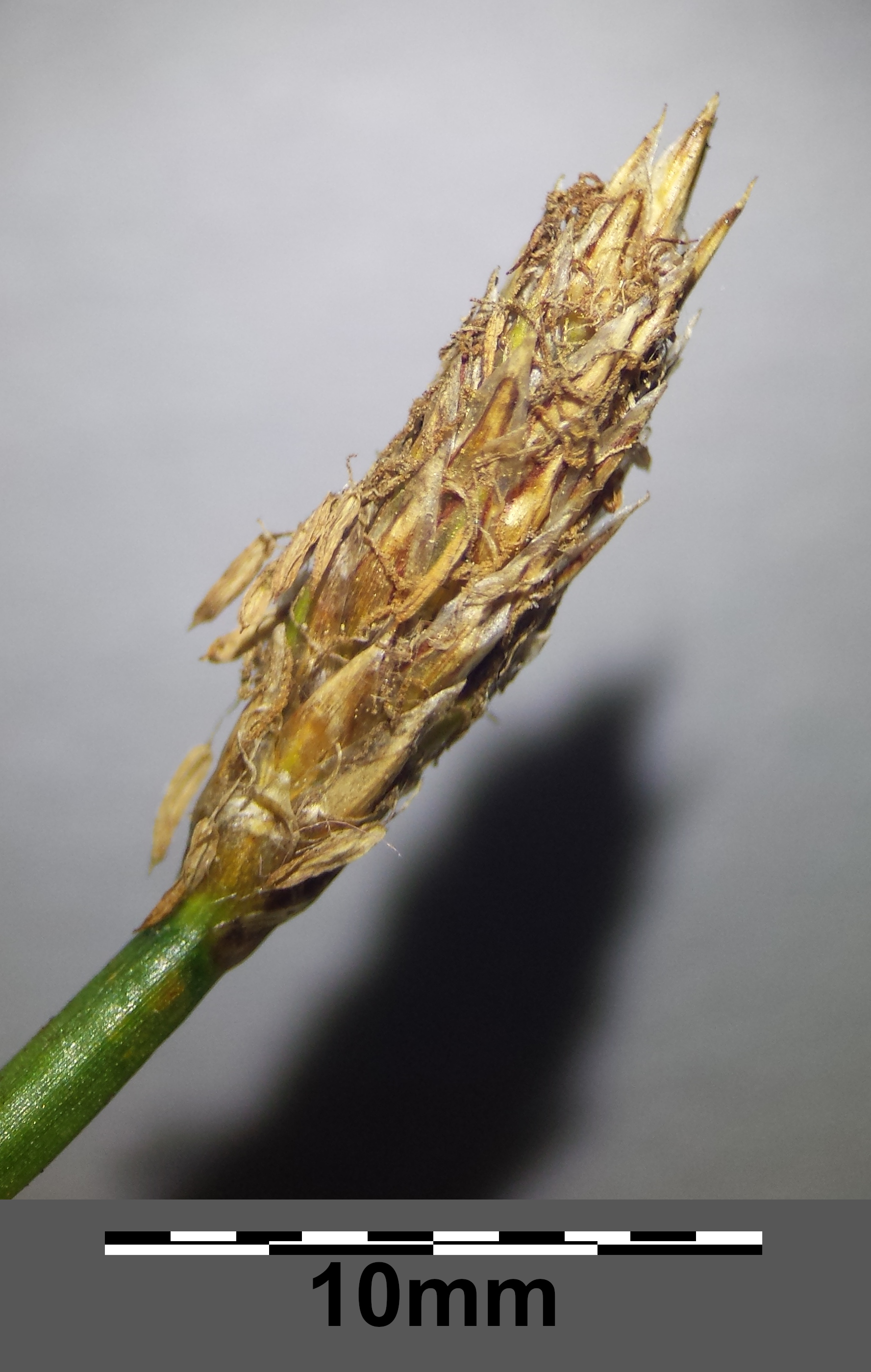
Blütenstand der Großfrüchtigen Gewöhnlichen Sumpfbinse (Eleocharis palustris subsp. waltersii)

Eleocharis palustris ist innerhalb der Artengruppe Eleocharis palustris agg. die am weitesten verbreitete Art. Diese Gruppe ähnlicher Arten ist aufgrund unbeständiger Chromosomenstrukturen und -zahlen sowie innerartlicher Hybridisierungen taxonomisch komplex und noch unzureichend erforscht. Zu dieser Gruppe gehören außerdem die Österreichische Sumpfbinse (Eleocharis mamillata subsp. austriaca (Hayek) Strandh.), die Zitzen-Sumpfbinse (Eleocharis mamillata (H.Lindb.) H.Lindb. subsp. mamillata), die Einspelzige Sumpfbinse (Eleocharis uniglumis (Link) Schult.), Eleocharis macrostachya Britton, Eleocharis  erythropoda Steud., Eleocharis kamtschatica (C.A.Mey.) Kom. und weitere Arten.

### Subtaxa und ihre Verbreitung und weitere Unterscheidungsmerkmale
Je nach Autor gibt es einige Unterarten und Varietäten:
- Eleocharis palustris subsp. appropinquata Charit.: Sie wurde 2009 aus dem westlichen Sibirien erstbeschrieben.[2]
- Eleocharis palustris subsp. iranica Kukkonen: Sie kommt von Ägypten und der Türkei bis Pakistan vor.[2]
- Kleinfrüchtige Gewöhnliche Sumpfbinse (Eleocharis palustris (L.) Roem. & Schult. subsp. palustris): Die Chromosomenzahl beträgt 2n = 16 (14 bis 17). Sie kommt von den gemäßigten Gebieten der Nordhalbkugel bis zum Himalaja vor.[2] Ihre Spelzen sind bleich bis hell-braun.[7]
- Eleocharis palustris var. vigens L.H.Bailey: Die Chromosomenzahl beträgt 2n = 36. Sie kommt in Nordamerika und in Grönland vor.[2]
- Großfrüchtige Gewöhnliche Sumpfbinse (Eleocharis palustris subsp. waltersii Bureš & Danihelka, Syn.: Eleocharis palustris subsp. vulgaris Walters, Eleocharis vulgaris Á.Löve & D.Löve): Die Chromosomenzahl beträgt 2n = 38 oder 39 (33 bis 40). Sie kommt in Europa von Portugal und Griechenland bis Island und Skandinavien und außerdem auf Zypern vor.[2] Bei ihr sind die Spelzen mit grünem Mittelstreifen. Sie ist in Mitteleuropa häufiger als die Kleinfrüchtige Gewöhnliche Sumpfbinse.[7]

### Verbreitungskarten
- Eleocharis palustris (L.) Roem. & Schult., Karte zur Verbreitung in der Schweiz In: Info Flora, dem nationalen Daten- und Informationszentrum der Schweizer Flora.
- Arealkarte von Hultén zur weltweiten Verbreitung nach Den virtuella flora.
- Verbreitung in Nordamerika nach Flora of North America.